# Bantadjé
Bantadjé est un village du Cameroun situé dans le département de la Bénoué et la région du Nord. Il fait partie de la commune de Bibemi.

## Population
Lors du recensement de 2005, la localité comptait 697 habitants. D'après le Plan Communal de développement de Bibemi qui date de 2015, sa population compte 980 habitants.